# Pogonomyrmex laevinodis
Pogonomyrmex laevinodis is een mierensoort uit de onderfamilie van de Myrmicinae. De wetenschappelijke naam van de soort is voor het eerst geldig gepubliceerd in 1982 door Snelling, R.R..